# Francis George
Francis Eugene George OMI (Chicago, Illinois, Estados Unidos, 16 de enero de 1937-ibídem, 17 de abril de 2015) fue un cardenal estadounidense de la Iglesia católica.

## Biografía
Fue Arzobispo de Chicago y fue elevado a cardenal por el Papa Juan Pablo II. Fue Presidente de la Conferencia de Obispos Católicos de Estados Unidos (2007-2010), y anteriormente se desempeñó como vicepresidente, y estuvo a cargo de la segunda diócesis más grande de los EE. UU., en términos de población católica, después de Los Ángeles. Fue provincial de la provincia americana de su orden. Antes de eso, enseñó en algunos seminarios católicos americanos. Fue elegido el moderador para América del Norte en la Asamblea General de Sínodo de Obispos en 2008.
El cardenal George también sirvió como Obispo de Yakima y Arzobispo de Portland. Hablaba inglés,  francés,  italiano, latín,  español y  alemán.
Falleció el viernes 17 de abril de 2015 a los 78 años luego de luchar durante varios años contra el cáncer.

### Servicios conmemorativos
El 23 de abril de 2015 se celebró una misa de entierro cristiano en la Catedral del Santo Nombre. El servicio de entierro tuvo lugar en el cementerio de Todos los Santos en Des Plaines, donde fue enterrado en la parcela de la familia según sus deseos. El arzobispo J. Peter Sartain pronunció la homilía a petición de George. El arzobispo Roger Schweitz dirigió los ritos al final de la misa. Nueve cardenales, el arzobispo Vigano y más de cincuenta obispos concelebraron la misa.
El 25 de abril de 2015, se celebró una misa en su memoria en su iglesia titular, San Bartolomeo all'Isola, en Roma. El reverendo Andrew Liaugminas, sacerdote arquidiocesano ordenado por George en 2010, fue el homilista . Presidió el cardenal Bernard Law, junto con los cardenales James Harvey, George Pell y J. Francis Stafford. El domingo 17 de mayo de 2015 se celebró una "Misa de la Mente del Mes " en la Catedral del Santo Nombre. El rector Dan Mayall fue el celebrante principal y homilista.

## Funciones en la Curia romana
El Papa Juan Pablo II nombró al Cardenal George a varias oficinas de la Curia Romana:
- Congregación para el Culto Divino y la Disciplina de los Sacramentos
- Congregación para los Institutos de Vida Consagrada y las Sociedades de Vida Apostólica
- Congregación para la Evangelización de los Pueblos
- Comisión Pontificia para los Bienes Culturales de la Iglesia
- Congregación para las Iglesias Orientales
- Consejo Pontificio para la Cultura.